# تور لوند
تور لوند (انگلیسی: Tor Lund; ۲۰ ژانویهٔ ۱۸۸۸ – ۱ سپتامبر ۱۹۷۲) ژیمناست هنری اهل نروژ بود.